# Γ-カルボキシグルタミン酸
γ-カルボキシグルタミン酸（英: γ-carboxyglutamic acid）は、一般的にタンパク質中にはみられないアミノ酸で、翻訳後修飾によるグルタミン酸残基のカルボキシル化によってタンパク質へ導入される。この修飾はタンパク質にカルシウムイオンに対する親和性をもたらし、血液凝固因子や他の血液凝固カスケードのタンパク質などに存在する。血液凝固カスケードでは、第II因子（プロトロンビン）、第VII因子、第IX因子、第X因子、プロテインZなどに対してγ-カルボキシル化修飾が行われ、その反応にはビタミンKが必要である。

## 合成
γ-カルボキシグルタミン酸の生合成では、グルタミン酸のγ-プロトンが引き抜かれ、その後CO2が付加される。この反応の中間体は、γ-グルタミルカルバニオンである。
反応は、補因子としてビタミンKを必要とするカルボキシラーゼによって触媒される。ビタミンKがどのように関与するのかは正確には解明されていないが、カルボキシラーゼのシステイン残基がビタミンKを活性型の強塩基へと変換し、その後グルタミン酸のγ-炭素から水素が引き抜かれると推定されている。その後、γ-炭素へCO2が付加され、γ-カルボキシグルタミン酸が形成される。

## γ-カルボキシグルタミン酸リッチ（Gla）ドメイン
γ-カルボキシグルタミン酸リッチ（gamma-carboxyglutamic acid-rich、Gla）ドメインには、多数のγ-カルボキシグルタミン酸残基が存在している。Glaドメインは10を超える既知のタンパク質に存在しており、第VII因子、第IX因子、第X因子、プロテインC、プロテインS、プロテインZ、プロトロンビン、トランスサイレチン、オステオカルシン、マトリックスGlaタンパク質（MGP）、ITIH2（inter-alpha trypsin inhibitor heavy chain H2）、GAS6（growth arrest-specific protein 6）などが含まれる。Glaドメインはカルシウムイオンに対する高親和性結合を担う。カルシウムへの結合はタンパク質の機能に常に必須であり、多くの場合でコンフォメーションの維持にも必須である。

## 血液凝固における役割
γ-カルボキシグルタミン酸残基は血液凝固において重要な役割を果たす。凝固系においてセリンプロテアーゼとして機能する第IX因子では、Glaドメインの高親和性カルシウム結合部位は第IXa因子（活性化第IX因子）の血小板への結合と第X因子の活性化を部分的に媒介する。血管壁の機械的損傷に際し、細胞に結合した組織因子が露出し、細胞や蓄積した血小板の膜表面に局在した一連の酵素反応が開始される。この際にGla残基は、循環している血液凝固酵素や酵素前駆体がこの露出した細胞膜表面へ結合し活性化される過程を部分的に支配する。具体的には、Gla残基はカルシウムへの結合と疎水性膜結合領域の細胞膜への露出の際に必要である。Gla残基が存在しない場合、血液凝固や抗凝固活性までもが損なわれ、出血性素因や血栓症へつながる可能性がある。さらに、クエン酸などの有機キレート分子でこれらのタンパク質からカルシウムイオンを除去すると、これらのタンパク質の機能不全が生じ、血液凝固が防がれる。そのため、クエン酸の添加は献血時から輸血までの間、血液を液体状態で保管する最も一般的な手法である。